# Машнін Валерій Олексійович
Валерій Олексійович Машнін (нар. 3 липня 1958, Вилкове, Кілійський район, Одеська область, УРСР) — радянський та український футболіст, нападник та півзахисник. Виступав у вищій лізі СРСР за одеський «Чорноморець», у вищій лізі України за миколаївський «Евіс». Всього за миколаївську команду провів в різних лігах чемпіонату СРСР і України 335 матчів.

## Кар'єра гравця
Вихованець ДЮСШ-3 міста Одеси. Перший тренер — С. Семенов. У миколаївський «Суднобудівник» прийшов у 1979 році на запрошення старшого тренера Юрія Войнова. У формі «корабелів» дебютував 31 березня того ж року, вийшовши в стартовому складі проти «Зірки» (Кіровоград) — 1:0. У дебютному сезоні став гравцем «основи»: провів 40 ігор, забив 4 м'ячі. В цілому виступав в Миколаєві десять сезонів — 335 матчів і 60 забитих м'ячів (без урахування 14 ігор сезону 1980 року, за якими відсутні відомості про склад). У складі «Суднобудівника» ставав бронзовим призером чемпіонату УРСР в 1985 році і срібним — у 1990 році. У цих сезонах Машнін був включений до числа «22 найкращих футболістів другої ліги». Двічі ставав найкращим бомбардиром команди в сезоні (1986 року самостійно і 1988 спільно з Грозовим і Горячевим).
У 1981—1983 роках виступав у вищій лізі чемпіонату СРСР за «Чорноморець». Завершував кар'єру в Білгороді-Дністровському.

## Статистика виступів за «Миколаїв»
| Клуб             | Сезон            | Чемпіонат | Чемпіонат | Кубок | Кубок | Загалом | Загалом |
| Клуб             | Сезон            | Матчі     | Голи      | Матчі | Голи  | Матчі   | Голи    |
| ---------------- | ---------------- | --------- | --------- | ----- | ----- | ------- | ------- |
| «Суднобудівник»  | 1979             | 40        | 5         | —     | —     | 40      | 5       |
| «Суднобудівник»  | 1980             | 26        | 2         | —     | —     | 26      | 2       |
| «Суднобудівник»  | 1985             | 36        | 8         | 0     | 0     | 36      | 8       |
| «Суднобудівник»  | 1986             | 39        | 12        | 1     | 0     | 40      | 12      |
| «Суднобудівник»  | 1987             | 45        | 9         | 1     | 0     | 46      | 9       |
| «Суднобудівник»  | 1988             | 41        | 12        | —     | —     | 41      | 12      |
| «Суднобудівник»  | 1989             | 19        | 3         | —     | —     | 19      | 3       |
| «Суднобудівник»  | 1990             | 35        | 4         | —     | —     | 35      | 4       |
| «Суднобудівник»  | 1991             | 36        | 4         | —     | —     | 36      | 4       |
| «Суднобудівник»  | Загалом          | 317       | 59        | 2     | 0     | 319     | 59      |
| «Евіс»           | 1992             | 16        | 2         | 1     | 0     | 17      | 2       |
| «Евіс»           | Загалом          | 16        | 2         | 1     | 0     | 17      | 2       |
| Усього за «Евіс» | Усього за «Евіс» | 333       | 61        | 3     | 0     | 336     | 61      |

## Тренерська діяльність
Працював дитячим тренером в одеському футбольному клубі «Реал».